# Joël Stein
Pour les articles homonymes, voir Stein.
Cet article possède un paronyme, voir Joel Stein.
Joël Stein est un artiste français de l'art cinétique né le 25 mai 1926 à Saint-Martin-Boulogne et mort le 24 juillet 2012.

## Biographie
Joël Stein s'inscrit en 1946 à l'École des Beaux-Arts de Paris et fréquente l'Atelier Fernand Léger. 
Dès 1956 premiers tableaux géométriques programmés sur des bases mathématiques. 
Il développe à partir de 1958 l'idée du labyrinthe, encore bidimensionnel. 
En 1959, premiers reliefs manipulables. 
Cofondateur du Centre de Recherche d'Art Visuel, puis du G.R.A.V. avec Horacio Garcia Rossi, François Morellet, Francisco Sobrino, Yvaral. Il travaille alors avec des effets moirés et l'activation visuelle du spectateur. 
En 1962, recherches sur la polarisation chromatique de la lumière qui donnent forme aux premières boîtes lumineuses Polascopes.
Joël Stein passe au mouvement réel et interactif de l'objet, qui intègre les recherches préalables; il crée des Tourne-disques, Trièdres, Kaléidoscopes, et pour le premier  Labyrinthe de 1963, des lampes manipulables. L'aspect ludique est accentué par la suite, par des créations telles que les Bouliers, Spirales, ou des boîtes manipulables. 
Le miroir permet des compositions éphémères faites de mouvement réel et de structures instables. Les trièdres, où des boules en réflexion sont mises en mouvement par le spectateur, les prismes en pyramide tronquée, qui recréent une sphère virtuelle, datent des années G.R.A.V. Plus récemment, ces installations de type cadran solaire reconstituent ombre et lumière en mouvement ou déstabilisent le cheminement d'un rayon lumineux
Inspiré par les nouvelles technologies, Joël Stein introduit en 1968 le laser et continue les recherches sur la couleur.

## Expositions personnelles récentes
2000
- Le labyrinthe, musée de Cholet
- L'art cinétique musée de Cambrai

2001
- Art cinétique Galeria Niccoli, Parme - Italie
- Centre Atlantico de Arte Moderno, Las Palmas - Gran Canaria
- Denise René, l'intrépide Centre Pompidou, Paris
- Confrontation Nouvelle Tendance Porec, Croatie

2002
- 22 of thefutur, musée d'Art Contemporain, Zagreb, Croatie

2003
- In materiale galerie Arte Struktura, Milan
- Le GRAV Galerie Lelia Mordoch
- Il GRAV - La complessità come sperimentazione Galerie Valmore, Vincenza
- 6-1=6 Hommage du GRAV à Yvaral, Tafani, Maison-Alfort, France

2005
- MiArt, Milan : Galerie Lelia Mordoch, Galerie Valmore, Vincenza
- L'œil moteur, Strasbourg
- 22 of the futur, musée Stuki
- 22 of the futur, musée Dobes, Bratislava, Slovaquie

2006
- Op Art Joyce, Paris
- Black & light Galerie Denise René espace Marais, Paris

2007 
- L'Utopie cinétique - 1955/1975 Centre culturel Sa Mostra, Palma de Majorque.
- Nouvelles tendances, konkret kunst museum, Ingolstadt